# Корнилов, Николай Изосимович
Николай Изосимович Корнилов (17 июня 1932 — 30 ноября 2011) — художник и меценат.
Родился в селе северного Казахстана Айыртау.
Заслуженный деятель искусств Каракалпакии, основатель Международной Ассоциации «Искусство народов мира», профессор. Награждён орденом Русской Православной Церкви Святого Благоверного Князя Даниила Московского. Автор многих книг и выставок по востоку. Главное детище Николая Изосимовича — известная в стране галерея «Никор».
Работы из своего собрания Корнилов подарил Омску, Братску, Кокчетаву, Щучинску, Грозному, Ивантеевке, Поспелихе, Барнаулу. Создал Музей Петуха в Петушках Владимирской области. В этот же город подарил 700 художественных произведений. На базе их открылась галерея НИКОР.